# Pascala del Oro
Pascala del Oro är en ort i Mexiko.   Den ligger i kommunen San Luis Acatlán och delstaten Guerrero, i den sydöstra delen av landet, 270 km söder om huvudstaden Mexico City. Pascala del Oro ligger 1 089 meter över havet och antalet invånare är 1 226.
Terrängen runt Pascala del Oro är kuperad åt sydväst, men åt nordost är den bergig. Terrängen runt Pascala del Oro sluttar söderut. Runt Pascala del Oro är det ganska glesbefolkat, med 42 invånare per kvadratkilometer. Närmaste större samhälle är El Rincón, 10,2 km sydost om Pascala del Oro. I omgivningarna runt Pascala del Oro växer huvudsakligen savannskog.